# Майк (півень без голови)
Безголовий півень Майк (англ. Mike the Headless Chicken) — півень породи віандот, який прожив ще 18 місяців після того, як йому відрубали голову.

## Історія
10 вересня 1945 року фермер на ім'я Ллойд Олсен з міста Фрута в штаті Колорадо, намагаючись зарізати на вечерю півня, п'яти і півмісячного Майка, так стяв його голову, що більша частина його стовбура головного мозку залишилася у верхній, не стятій частині хребта; крім того, у півня також уціліло одне вухо. Півень Майк втратив можливість бачити та кудкудакати, однак надалі міг чути та підтримувати основні життєві функції.
Попри втрату великої частини такого важливого органу, півень й надалі зберіг потяг до життя, намагаючись навіть виструнчитися і заспівати. Коли протягом тривалого часу півень не помер, фермер вирішив урятувати його — годував дрібними зернятами та сумішами за допомогою піпетки.
Відсутність голови не затримало росту Майка, який на момент обезголовлення важив 1.1 кг, а перш ніж померти досягнув ваги у 3.6 кг.

## Слава
Невдовзі така особливість півня привернула увагу широкої публіки. Безголовий півень став атракцією мандрівного музею дивних істот, серед яких також презентувалося двоголове теля. Фотографії Майка також з'являлися у різних газетах і журналах. Самого ж Ослена гостро критикували захисники прав тварин, які вважали, що той не повинен був залишати жити скаліченого півня.
Самі ж покази півня приносили досить значні прибутки. Ослен, який за вхід брав 25 центів, щомісячно заробляв до 4500 доларів (в сьогоднішньому перерахунку це 50 тис.) Законсервована голова теж демонструвалася глядачам, але це не була оригінальна голова Майка, бо її насправді з'їв кіт.

## Смерть
Майк помер у березні 1947 року в одному з мотелів Фінекса, де Ослен затримався на ніч під час подорожі додому з турне. Посеред ночі Майк задушився, оскільки Ослен забув забрати шприци для очищення гортані з місця останнього показу і не зміг врятувати півня.

## Майк і місто Фрута
Нині Майк став головною атракцією містечка Фрути. Починаючи з 1999 року там відбувається щорічний День Безголового півня Майка (треті вихідні травня). Серед атракцій, які пропонуються приїжджим туристам — біг безголового півня, кидання яйцями, прикріплення голови до півня, чи куряче бінго.